# Iglesia de la Asunción de María (El Bojar)
La iglesia parroquial de la Asunción de María de El Bojar es un edificio religioso católico, que se localiza la parte alta de este núcleo urbano de la comarca del Bajo Maestrazgo. Está catalogada como Bien de relevancia local, con la categoría de Monumento de interés local, y código: 12.03.093-003; de manera genérica y según la Disposición Adicional Quinta de la Ley 5/2007, de 9 de febrero, de la Generalidad Valenciana, de modificación de la Ley 4/1998, de 11 de junio, del Patrimonio Cultural Valenciano (DOCV Núm. 5.449 / 13/02/2007).

## Historia
El actual edificio está erigido sobre la antigua iglesia, de estilo románico y que seguía las pautas de las iglesias de reconquista, razón por la cual el inicio de la nueva parroquia se realizó en el año 1725, llevándose a cabo su bendición antes de 1730.
Todavía se conservan restos del primer templo, datados del siglo XIV, tales como la portada del templo y el porche que la precede.
Debido al derrumbe del campanario del templo, en el año 1862 se eleva una nueva torre.
El templo está dedicado a San Bernabé.

## Descripción
Se trata de un templo, de nave única y fábrica de sillería, de interior academicista, en el que destacan los casetones de la bóveda y los altares laterales.
Es un templo curioso ya que presenta una gran variedad de detalles de diversos estilos, por ejemplo, presenta portada románica con porche, restos de la antigua iglesia sobre la que se asienta, y construcción típica de templos de menores dimensiones, como ermitas; o el remate de su campanario, de posterior construcción, y que recuerda las iglesias ubicadas en Europa Central.
También cabe destacar los frescos, posiblemente de Cruella, con representaciones de los cuatro evangelistas, que se encuentran en el presbiterio.